# Đảo Động Đầu
Đảo Động Đầu (tiếng Trung: 洞头岛) là đảo chính của nhóm đảo Động Đầu của tỉnh Chiết Giang, Cộng hòa Nhân dân Trung Hoa. Đảo này nằm cách khu vực cửa sông Âu Giang đổ ra biển 39 hải lý về hướng đông, thuộc quản lý của huyện Động Đầu. Đảo này là một khu vực có phong cảnh hỗn hợp núi, hồ, biển, rừng đặc sắc gồm 7 cảnh quan: Sơn Điệp Nham, đảo Đại Cù, đảo Đại Môn, Tây hồ trên biển, Trúc Tự, Đông Sa.